# Чеський Кубок пойштовни 2002
Чеський Кубок пойштовни 2002 — міжнародний хокейний турнір у Чехії в рамках Єврохокейтуру, проходив 5—8 вересня 2002 року у Зліні, один матч відбувся у шведському Карлстаді.

## Результати та таблиця
| 1. | Росія     | ***      | 3:1 | 2:1 бул. | 0:1 ОТ | 3 | 1 | 1 | 1 | 0 | 5:3   | 6 |
| 2. | Чехія     | 1:3      | *** | 6:5      | 7:2    | 3 | 2 | 0 | 0 | 1 | 14:10 | 6 |
| 3. | Швеція    | 1:2 бул. | 5:6 | ***      | 2:0    | 3 | 1 | 0 | 1 | 1 | 8:8   | 4 |
| 4. | Фінляндія | 1:0 ОТ   | 2:7 | 0:2      | ***    | 3 | 0 | 1 | 0 | 2 | 3:9   | 2 |

М — підсумкове місце, І — матчі, В — перемоги, ВО — перемога по булітах (овертаймі), ПО — поразка по булітах (овертаймі), П — поразки, Ш — закинуті та пропущені шайби, О — очки

## Найкращі гравці турніру
| Воротар  | Максим Соколов |
| Захисник | Ронні Сундін   |
| Нападник | Радек Дуда     |

## Команда усіх зірок
| Воротар  | Максим Соколов     |
| Захисник | Денис Гребешков    |
| Захисник | Ронні Сундін       |
| Нападник | Радек Дуда         |
| Нападник | Іван Непряєв       |
| Нападник | Олександр Суглобов |